# New Pop
New Pop var en popmusikrörelse i Storbritannien cirka åren 1981–1984. Den betecknar band med rötter inom postpunk som strävade efter kommersiella framgångar och en mer glamourös framtoning. Till rörelsen räknas musikaliskt mycket olika band som ABC, The Associates, Orange Juice, The Human League, Altered Images, Haircut One Hundred, Duran Duran, Simple Minds, Soft Cell, The Teardrop Explodes, Culture Club, Thompson Twins och Scritti Politti. Länkat till rörelsen uppstod begreppet rockism. Musikjournalisten Paul Morley anses ha spelat en central roll i att definiera och lansera New Pop.